# Argynnis calidegenita
Argynnis calidegenita är en fjärilsart som beskrevs av Hermann Stauder 1921. Argynnis calidegenita ingår i släktet Argynnis och familjen praktfjärilar. Inga underarter finns listade i Catalogue of Life.